# Panafrykanizm

Flaga panafrykańska

Wariant barw panafrykańskich, użytych we flagach wielu państw Afryki

Panafrykanizm (z gr. πᾶν- pân- "wszech-" + Afryka) – ruch polityczny podkreślający odrębną tożsamość duchową ludności afrykańskiej i pochodzenia afrykańskiego oraz konieczność jej politycznego współdziałania; zapoczątkowany na przełomie XIX i XX wieku wśród Afroamerykanów. W panafrykanizmie strefy francuskojęzycznej dominowało zainteresowanie kulturą Czarnej Afryki i jej promocja; na przełomie lat 50. i 60. XX wieku nastąpił początek instytucjonalizacji panafrykanizmu, tworzenie regionalnych organizacji i konfederacji. Od 1963 strukturą panafrykanizmu była Organizacja Jedności Afrykańskiej, której funkcje w 2002 przejęła Unia Afrykańska.